# 귀스타브 카유보트
귀스타브 카유보트(프랑스어: Gustave Caillebotte, 프랑스어 발음: [ɡystav kɑjbɔt], 1848년 8월 10일~1894년 2월 21일)는 프랑스 초기 인상주의 화가로, 사실주의 화풍에 영향을 받아 상대적으로 다른 인상주의 화가에 비해 사실주의에 기반한 작품을 많이 남겼다. 부유한 가정에서 태어나 다른 인상주의 화가에 비해 경제적으로 여유로웠던 카유보트는 인상주의의 중요한 후원자 중에 한명이었다. 인상주의 작품 전시회의 후원을 비롯해서 모네, 피사로, 르누아르 등 당대의 아직 화가로써 성공하지 못한 화가들의 작품을 매입하여 경제적인 지원을 했던 것으로도 유명하다.

## 주요 작품

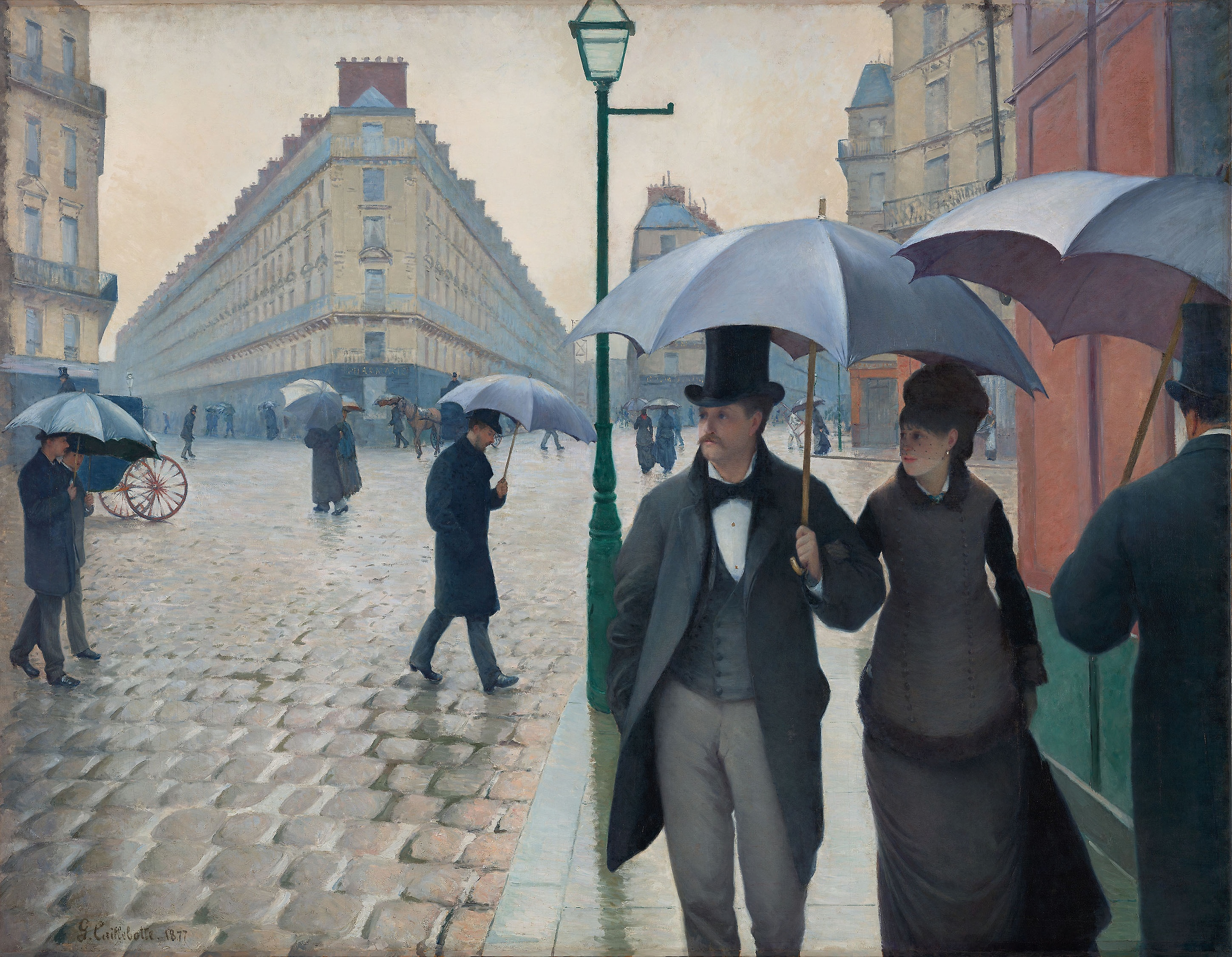
파리의 거리, 비오는 날
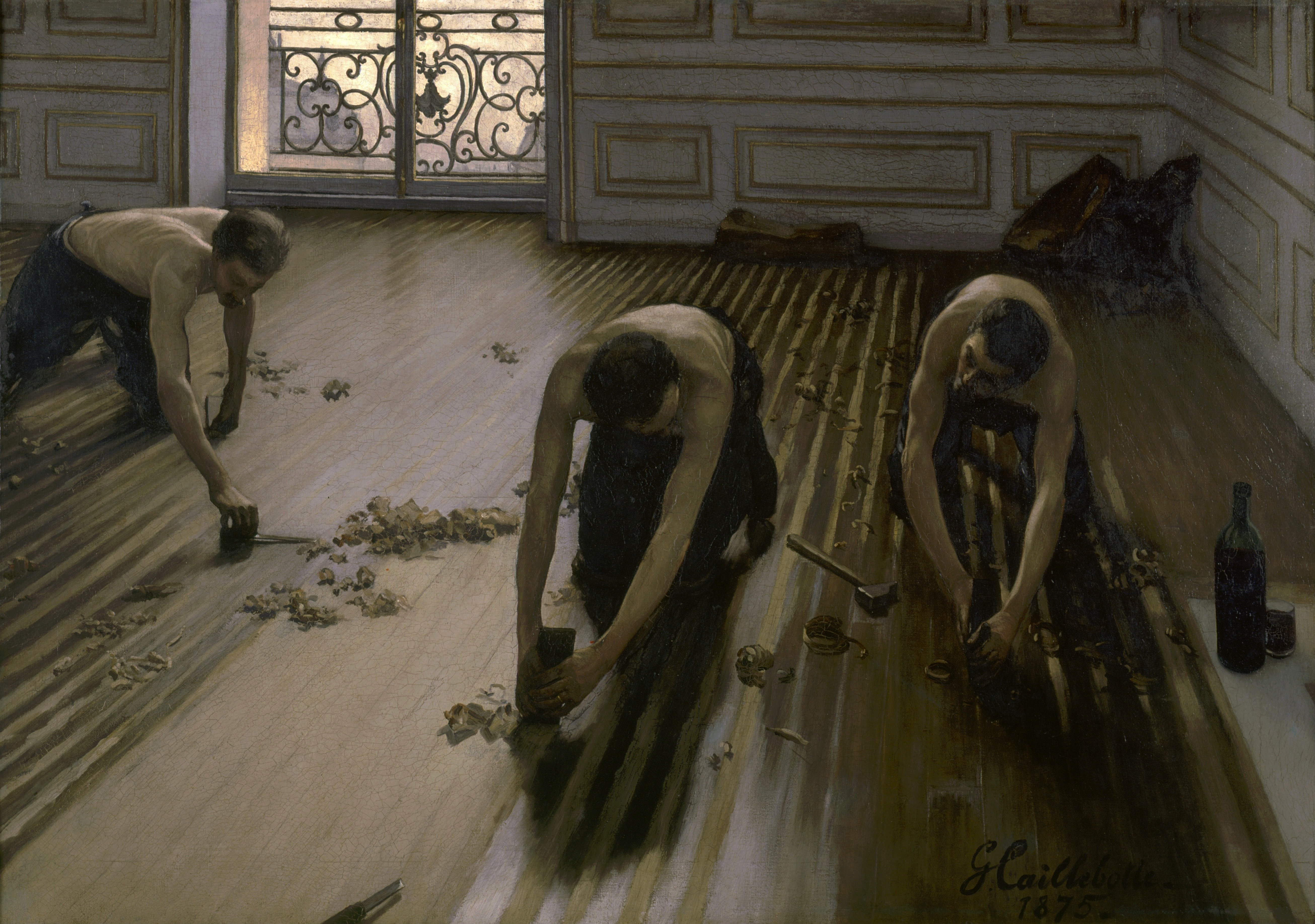
Les raboteurs de parquet
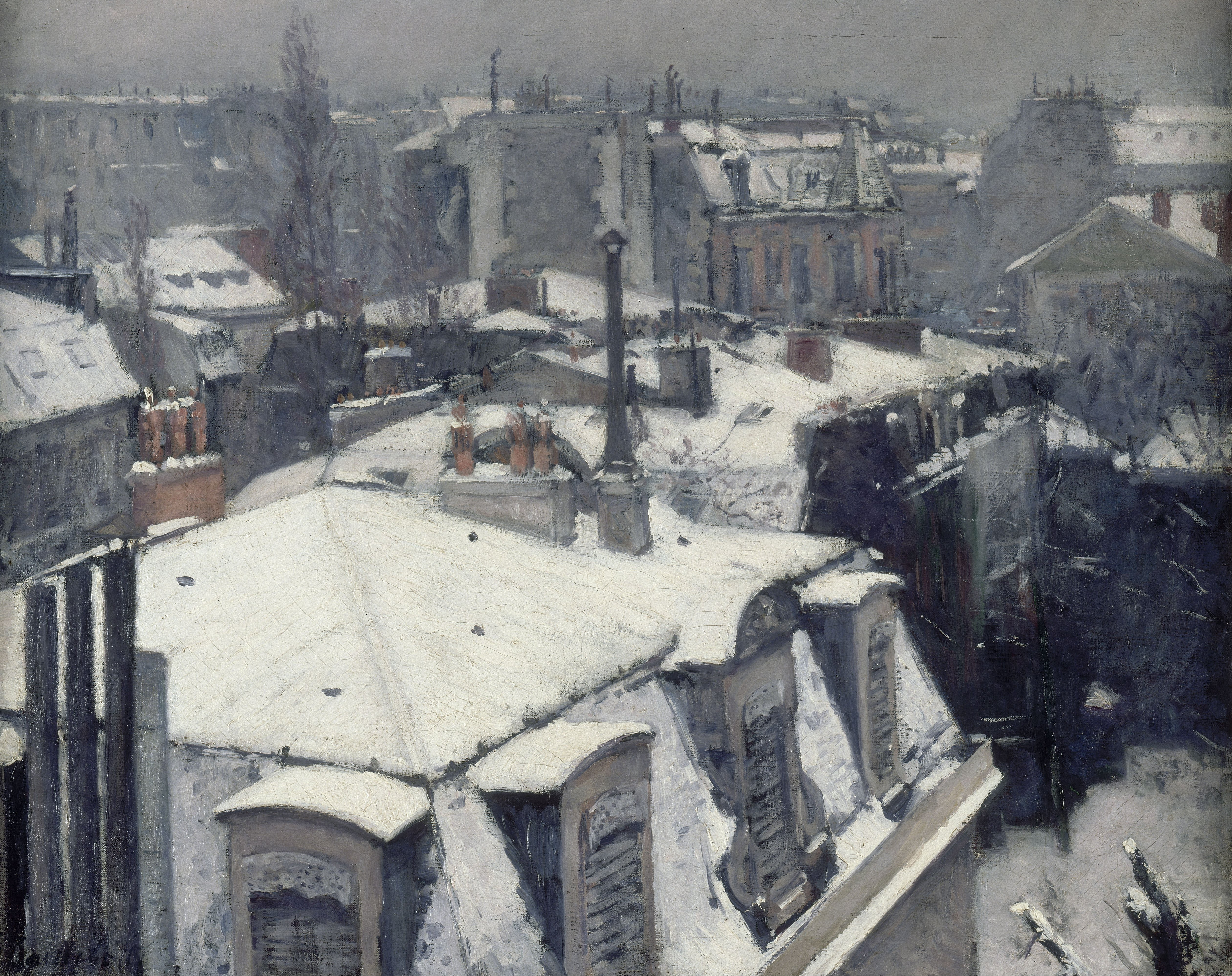
Vue de toits